# 亞歷山大·內多維耶斯索夫
亞歷山大·內多維耶斯索夫（Aleksandr Nedovyesov，1987年2月15日—）是一位哈薩克職業網球運動員。他曾参加2014年亚洲运动会和2018年亚洲运动会，其中2014年亚洲运动会获得男子团体金牌，2018年亚洲运动会获得混合双打铜牌。

## 外部連結
- 亞歷山大·內多維耶斯索夫（英文/西班牙文）的官方資料
- 亞歷山大·內多維耶斯索夫的國際網球總會 職業／青少年 官方資料（英文）
- 亞歷山大·內多維耶斯索夫的官方資料（英文）